# Павловск (Забайкальский край)
Па́вловск — село в Газимуро-Заводском районе Забайкальского края России. Входит в состав сельского поселения «Газимуро-Заводское».

## География
Село находится в юго-восточной части Забайкальского края, на правом берегу реки Газимур на расстоянии примерно 2 км к югу от села Газимурский Завод, административного центра района.

### Климат
Климат резко континентальный со средними температурами в январе −26 ÷ −28 °С (абсолютный минимум −48 °С), в июле + 18 ÷ +20 °С (абсолютный максимум +38 °С). Кол-во выпадающих осадков от 300 до 500 мм/год. Продолжительность вегетационного периода 130—150 дней.

### Часовой пояс
Село Павловск находится в часовой зоне МСК+6. Смещение применяемого времени относительно UTC составляет +9:00.

## История
Основано в 1778 году как поселение для рабочих Газимурского сереброплавильного завода. В советское время работал колхоз им. Журавлева.

## Население
| 1989 | 2002 | 2010 | 2021 |
| ---- | ---- | ---- | ---- |
| 145  | ↘138 | ↘136 | ↘118 |

### Национальный состав
Согласно результатам переписи 2002 года, в национальной структуре населения русские составляли 99 % из 138 чел.